# 大島理緒
大島 理緒（おおしま りお、1995年1月8日 - ）は、日本の元アイドル、元女優。静岡県出身。
2015年12月よりアクアルナ・エンターテイメント株式会社の芸能事務所Arc Jewel所属のアイドルグループAnge☆Reve（アンジュレーヴ）のメンバーとして活動した（2016年12月31日卒業）。

## 略歴

### 2014年
- 女優として活動。

### 2015年
- 3月20日 家庭教師アイドルGOING.TVのメンバーとなる。[1][注釈 1]
- 5月28日 藤本りせ、鈴丘めみと共にトークイベント『崖っぷちアイドル達のアブナイ夜会 〜そこまでして芸能界にしがみつきたいか！〜』（以下「崖ドル」）を開催。
- 10月18日 崖ドル辞退（同年10月24日付）と 家庭教師アイドルGOING.TV脱退（同年10月25日付）を発表。
- 12月19日 Ange☆Reve新メンバーオーディションを経て、Ange☆Reveメンバーとしての活動を開始。[2][注釈 2]

### 2016年
- 2月24日 Ange☆Reveメジャー2ndDVDシングル「Stare」発売。この作品でメジャーデビューを果たす。
- 10月19日 Ange☆Reveメジャー3rdDVDシングル「Colorful」発売。同年10月18日付けオリコンデイリーDVD総合ランキングで1位を記録。[3]
- 12月17日 『Jewel Beat!! 2016 Winter』にてAnge☆Reve卒業（同年12月31日付）を発表。[4]
- 12月31日 『ArcJewelカウントダウンライブ2016→2017』の出演をもってAnge☆Reveを卒業。[5]

## 人物・エピソード
- 好きなものとして、ハロプロ・ミッフィー・アニメを挙げている。[6]
- ハロー!プロジェクト所属アイドルのの中で特に好きなメンバーとして福田花音、佐藤優樹、田中れいなを挙げている。[7][8]
- トークイベント『マッシュなポテト イベント#4』では、好きなアニメについてトークを行っている。
- 自分の性格を「人見知りのあがり症の目立ちたがり屋」であると挙げている。
- 舞台『私立ルドビコ女学院vol.2「片恋スパイラル」』の前説パフォーマンスでは、髙橋蘭とコンビを組んで公演中に2回『初恋サイダー』を披露した。[9]また、それぞれの役名「早坂愛(大島)」と「江頭真凛(髙橋)」を取って、このときの暫定コンビを『ラブマリン』と命名している。
- 家庭教師アイドルGOING.TVのライブ公演では、出演メンバーが佐倉りなと二人だけになった際のコンビを『ЯR(ダブルアール)』と命名している。
- トークイベント『崖っぷちアイドル達のアブナイ夜会』では、フリートークの題材として「ハロー!プロジェクト」を選択している。

## 主な出演ライブ・イベント

### 2015年
- 横浜開港記念みなと祭『第63回 ザ よこはまパレード』（5月3日）
- 崖っぷちアイドル達のアブナイ夜会〜そこまでして芸能界にしがみつきたいか！〜（5月28日 / 6月25日 / 7月25日 / 8月27日 / 9月24日 / 10月24日、NAVAJO COYOTE） - 主催イベント
- マッシュなポテト イベント#4（7月12日、アトリエゼロ） - ゲスト出演

### 2016年
- なんてったってハロプロ vol.24 ～モーニング娘。特別編～（12月10日）[8][10]

### 2017年
- 『松田あゆな＆倉田かすみバースデーライブ』～あゆちとかすみんのPretty Party♡～（5月5日） - ゲスト出演[注釈 3]

## 参加楽曲
| タイトル | 発売日         | 最高位 | 品番       | 備考 |
| -------- | -------------- | ------ | ---------- | --- |
| Stare    | 2016年2月24日  | 8位    | PCBP-53142 | - Ange☆Reveメジャー2ndDVDシングル - 2016年2月23日付けオリコンデイリーDVDランキング3位 - 2016年3月7日付けオリコンウィークリー総合DVDランキング8位 - 2016年3月7日付けオリコンウィークリー音楽DVDランキング6位 |
| Colorful | 2016年10月19日 | 2位    | PCBP-53155 | - Ange☆Reveメジャー3rdDVDシングル - 2016年10月18日付けオリコンデイリー総合DVDランキング1位 - 2016年10月31日付けオリコンウィークリー総合DVDランキング2位                                                     |

## 出演作品

### 舞台
- つぎはぎだらけのヒーローズ（2014年2月12日 - 2月16日、大塚萬劇場） - 志乃 役[11]
- OASIS（2014年4月30日 - 5月4日、シアターサンモール）[12]
- 人狼 ザ・ライブプレイングシアター（2014年7月31日、シアターKASSAI） - ソフィア 役[13]
- 私立ルドビコ女学院vol.2「片恋スパイラル」（2014年9月17日 - 9月23日、サンモールスタジオ） - 早坂愛 役[14][15][16]
- ダンガンロンパ THE STAGE（2014年10月29日 - 11月3日、日本青年館）[17]
- 私立ルドビコ女学院vol.3「ロスト・セブンティーン」（2015年4月1日 - 4月5日、サンモールスタジオ） - 早坂愛 役[18][19]

### テレビ
- 土曜ワイド劇場 逆転報道の女 第3弾（2014年4月18日、テレビ朝日） - 鰐渕小百合 役[20]

## その他の活動
- 夢追う少女応援委員会　写真集制作プロジェクト（ストリートスナップ東京）[21][22]
- ぶっちゃけアイドルも恋愛したいでしょ？某アイドルグループのメンバー全員に聞いてみた。（2015年5月14日）[23]